# Hyalonema campanula
Hyalonema campanula är en svampdjursart som beskrevs av Lendenfeld 1915. Hyalonema campanula ingår i släktet Hyalonema och familjen Hyalonematidae.

## Underarter
Arten delas in i följande underarter:
- H. c. campanula
- H. c. longispicula